# Luis Musrri
Luis Eduardo Musrri Saravia (* 24. Dezember 1969 in Mallarauco) ist ein Fußballtrainer und ehemaliger chilenischer Fußballspieler. Der defensive Mittelfeldspieler wurde als Spieler fünf Mal chilenischer Meister und zwei Mal Pokalsieger. Er spielte 38-mal für die Nationalmannschaft Chiles. Aktuell trainiert Musrri den Erstligisten Deportes Iquique.

## Karriere

### Vereinskarriere
Mit neun Jahren kam Luis Musrri in die Jugend des Universidad de Chile. Bei La U begann er 1987 seine Profikarriere in der Primera División. Trotz des Abstiegs des Klubs 1988 in die zweite Liga blieb er dem Verein treu und feierte 1989 den direkten Wiederaufstieg in die Erstklassigkeit. 1994 wurde er Kapitän der Mannschaft und gewann mit dem Team seine erste Meisterschaft in der ersten Liga. In der Folgesaison konnte Universidad de Chile den Meistertitel verteidigen. Dieses Kunststück gelang den Blauen erneut 2000, nachdem Musrri und seine Mannschaft den Titel 1999 ebenfalls holten. Zudem gelangen ihm zwei Pokalsiege. Nach dem Pokalsieg 1998 komplettierte er 2000 mit dem Pokalsieg das Double. 2001 ging der Kapitän von Bord und wechselte zu Yunnan Hongta nach China. Nach nur einem Jahr kam Luis Musrri zurück zu Universidad de Chile und wurde sofort wieder Kapitän der Mannschaft. In der Apertura 2004 konnte Musrri seine fünfte Meisterschaft mit La U feiern. Seine Karriere beendete Musrri am 16. November 2004, nachdem sein Team in den Playoffs der Clausura im Viertelfinale gegen Unión Española ausgeschieden war.

### Nationalmannschaftskarriere
Bei der Junioren-Weltmeisterschaft 1987 erreichte Musrri mit der U-20 Chiles im eigenen Land das Halbfinale, schied dort gegen Deutschland U-20 aus. Er spielte bis zum Halbfinale alle Partien, musste dort aber wegen Verletzung pausieren.
Für die chilenische Nationalmannschaft spielte Luis Musrri erstmals am 9. April 1991 beim Freundschaftsspiel gegen Mexiko. Bei der Copa América 1993 wurde Musrri für den Kader nominiert, aber blieb zum Einsatz. Chile schied als in der Vorrunde aus. Luis Musrri kam in weiteren Freundschafts- und Qualifikationsspielen zum Einsatz. Er gehörte zum Kader Chiles bei der Fußball-Weltmeisterschaft 1998, kam in den Vorrundenspielen gegen Italien, Österreich und Kamerun aber nicht zum Einsatz. Nach drei Unentschieden und als Gruppenzweiter erreichte Chile das Achtelfinale gegen Brasilien, das mit 1:4 verloren ging. Musrri wurde in der 80. Spielminute eingewechselt. Es war zugleich sein letzter Einsatz im Nationaltrikot.

### Trainerkarriere
Musrris Trainertätigkeit begann 2006 bei Deportes Melipilla. Danach war er bei verschiedenen chilenischen Vereinen tätig. Auch bei Universidad de Chile arbeitete der frühere Kapitän als Co-Trainer und als Coach der U-19-Mannschaft. Über San Marcos de Arica kam er zu Deportes Iquique, wo er derzeit als Trainer seine zweite Amtszeit innehat.

## Erfolge

### Spieler
- Chilenischer Meister (5): 1994, 1995, 1999, 2000, 2004-A
- Chilenischer Pokalsieger (2): 1998, 2000
- Segunda División (1): 1989